# テクラ (小惑星)
テクラ (586 Thekla) は小惑星帯に位置する小惑星である。ハイデルベルクのケーニッヒシュトゥール天文台でマックス・ヴォルフによって発見された。
聖テクラにちなんで命名された。